# Delle Piane (famiglia)
La famiglia Delle Piane è un’antica e nobile casata genovese, conosciuta fin dal 1121 in Polcevera e distintasi nel corso degli ultimi dieci secoli per uomini di governo, ecclesiastici, diplomatici, uomini d’armi e mecenati.
I membri del casato fecero parte del Patriziato Genovese e dei ceti dirigenti di Genova e del suo Dominio nelle diverse mutazioni istituzionali avvicendatesi nei secoli.
Prima si inserirono nella nobiltà civica protagonista delle fortune del Comune di Genova e della realizzazione di un “impero coloniale” costituito da monopoli e basi commerciali diffuse in tutto il Mediterraneo e nel Mar Nero. Già aderenti alla fazione ghibellina, i Delle Piane rivestirono le cariche di governo riservate alla propria parte politica, dedicandosi a imprese mercantili e finanziarie internazionali nel Mediterraneo e in Europa.
Poi, con la riforma costituzionale che nel 1528 diede vita alla Repubblica aristocratica di Genova e dichiarò abolite le antiche fazioni, i Delle Piane vennero ascritti al Liber Nobilitatis, collocandosi quindi fino alla caduta della Repubblica, di generazione in generazione, in un patriziato sovrano posto ai vertici del potere economico e politico.
Il ramo più illustre della famiglia, quello di Polcevera, è tutt’oggi fiorente e continua a esprimere figure imprenditoriali di rilievo, attive sia nel contesto socioeconomico Genovese che in quello più internazionale. Nel 2022 la famiglia Delle Piane ha venduto  Rimorchiatori Riuniti a MSC per €1 miliardo.

## Le Origini Medievali
I Delle Piane prendono la loro cognominatio dalla località Planum, nel territorio di Ceranesi, attestato nella Curia Vescovile di Morego, poi chiamato nel linguaggio volgare medievale Chianne ed in seguito Piani di Polcevera, e dalla località Campum Planum, a Levante della città di Genova.
Citati nei documenti medievali come de Plano, de Campo Plano, de Planis, i membri del casato risultano detentori di beni allodiali ed enfiteutici nelle tre Podesterie fuori le mura della città: la Podesteria di Voltri, quella di Polcevera e quella del Bisagno. Svariati membri ricoprono cariche consolari a partire dal 1197.
Già nel XII secolo i Delle Piane compaiono nell'ambito del vassallaggio rurale dell'Arcivescovo di Genova, al quale pagano terratico, ed intorno al quale gravitano, come attestato dalla presenza di Oberto e Fulco de Planis de Pulcifera, che compare nel 1254 in atti ufficiali della curia o nel 1255 a fianco dell'Arcivescovo Gualtiero. Nello stesso periodo ricevettero terre in Polcevera in enfiteusi dall'Ordine Gerosolimitano.
Le genealogie familiari riconoscono il capostipite della linea di Polcevera in Oberto. Il primo ad assurgere a cariche di rilievo nel governo della Res Publica è Matteo, figlio di Oberto, citato in atti ufficiali circa la fondazione della chiesa di San Nicolosio a Genova (1305).
Da vari documenti storici fra XII e XIII secolo emerge che molteplici membri della famiglia s'impegnarono nei pubblici uffici, nella carriera ecclesiastica e nell’arte militare, pur continuando a svolgere per lungo tempo attività mercantile. Numerose sono quindi le figure citate oltremare tra secoli XIII-XIV: Ottolino (1277) a Laiazzo, un'importante città portuale del Regno Armeno di Cilicia; Matteo (1298) Ufficiale di Gazaria, colonia genovese in Crimea e a Bonifacio nell'Isola Corsa, ecc. etc.

## L’epoca dei Dogi perpetui (1339-1528)
Dal 1339, anno in cui Simone Boccanegra prese il potere e fu proclamato primo doge a vita di Genova e del suo Dominio, la fazione emergente dei populares acquisì un ruolo pubblico predominante, occupando la maggior parte dei posti di governo e riservando soltanto ai propri rappresentanti la carica dogale. Per questo, numerosi furono i Delle Piane che sedettero nel Magnifico Consiglio gli Anziani, la massima magistratura di governo che affiancava i dogi o, durante le dominazioni straniere, i governatori regi o ducali.
Da Oberto I detto Obertaccio, discende Oberto II, il quale servì il Consiglio degli Anziani per tre mandati consecutivi (1374-1404). Fu eletto quindi Cavaliere del Doge assieme a Giuliano di Savignone; quindi, comandante dell'esercito preposto a difesa del palazzo ducale, ove questo risiedette permanentemente attraverso il suo mandato trentennale. 

Dominus Dux lanuensium etc., et Consilium Antianorum, volentes procedere ad ellectionem faciendam de duobus probis millitum prefati Domini Ducis pro anno futuro, confisi si quidem de sufficentia et probitate Iuliani de Savignone et Obercacii de Plans de Pulcifera, ipsos et utrumque ipsorum ellegerunt et constituerunt in millites et pro millitibus dicti Domini Ducis pro anno uno proximo venturo in Kalendis mensis presentis Iulii inchoato

Durante le operazioni militari contro Bernabò e Galeazzo Visconti, Obertaccio fu fatto prigioniero nei pressi di Rossiglione e fu poi riscattato dal fratello, tramite un prestito da Gabriele Pallavicino e da Adamo Spinola.
I membri della famiglia, tra il XIV e XVI secolo, non solo s'impegnarono con cariche di rilievo nel governo della Res Publica e nei più alti ranghi militari, ma continuarono a svolgere attività mercantile e imprenditoriale, sia all'interno del Dominio, che oltremare. Oberto, strettamente legato al Doge Antoniotto Adorno, intrattenne per conto di Genova rapporti diplomatici con il Duca d'Orleans nel 1394 in merito alla Convenzione di Savona. Più tardi acconsentirà alla cessione di alcuni territori genovesi nei pressi di Costantinopoli ai Turchi, che di fatto ne avevano già assunto il controllo. Altri membri del casato, come Giacobo e Raimondo, strinsero legami con la Spagna di Giovanni II d'Aragona all'alba del Quattrocento. Antonio, durante il governatorato francese del maresciallo Jean II Le Meingre, viene eletto Abate del Popolo della Podesteria di Voltri (1404), una carica di notevole rilievo alla quale competeva, tra l'altro, la rappresentanza della Podesteria presso il governo centrale, la sicurezza e la fedeltà del territorio. Fu convocato dall'Adorno in merito la refuta del Duca di Milano a trattare sulla sovranità di Genova. Poco dopo, dinnanzi ai fratelli Battista, Pantaleo, Giacomo, Andrea, Pietro e Leonardo, giurerà fedeltà all'erede del summenzionato Signore milanese, Gian Galeazzo Sforza.
È noto l’uso delle famiglie nobili genovesi di consorziarsi in Alberghi dei Nobili, aggregazioni familiari di carattere privato ma riconosciute dalle leggi; una sorta di clan, i cui membri erano uniti da comuni interessi politici ed economici e attraverso la coesione miravano a contare di più sulla scena pubblica e nelle principali basi commerciali. Nel corso del XV secolo, in una Genova travagliata dalle sempre più aspre lotte di fazione, la famiglia si aggregò assieme ad altre nobili e antiche famiglie genovesi a costituire l’Albergo degli Honesti nella persona di Antonio (1378).

## Nella Repubblica aristocratica di Genova (1528-1797)
Con la riforma costituzionale portata a compimento da Andrea Doria nel 1528 che diede vita alla Repubblica aristocratica di Genova nacquero ventotto nuovi alberghi (aggregazioni di famiglie ispirate a quelle medievali già menzionate, ma in questo caso decise dal governo) nei quali furono ripartiti i membri del patriziato genovese ascritti al Liber Nobilitatis, gli unici ad avere diritto a ricoprire le cariche di governo sino a quella di doge serenissimo.
Diversi Delle Piane ottennero l’ascrizione al patriziato, in parte aggregati all'albergo De Franchi e in parte a quello Cybo. Nella chiesa di Santa Caterina di Luccoli a Genova risulta apposto sulla tomba gentilizia di Paolo lo stemma Cybo, come da antica usanza. Risalgono ai secoli XVI e XVII le molteplici tombe gentilizie della famiglia che spiccano in varie chiese Liguri.
Con l’ultima riforma legislativa della Repubblica di Genova emanata nel 1576, le Leges Novae, e la conseguente abolizione degli alberghi “artificiali” del 1528, la famiglia Delle Piane mantenne una posizione di rilievo e i suoi membri continuarono le lunghe tradizioni militari, diplomatiche, ecclesiastiche e commerciali della famiglia.
Numerose sono le figure di rilievo in questi ambiti che s'incontrano tra i secoli XVII e XVIII, sovente impegnate a stringere alleanze con altre casate del patriziato genovese, ma talvolta anche a servizio di monarchi europei. Jacopo fu proconsole presso la Repubblica di Livorno (1632); mentre Oberto orbitava a Napoli e, con Amerigo, sono documentati in svariati atti (1672-1677) assieme ai Pallavicino e ai Durazzo; Gio. Andrea orbitò a Lisbona sempre assieme ai Pallavicino (1727), mentre Gio. Batta lo collochiamo al fianco dei Sauli (1731). Gio. Maria orbitò prima alla corte dei Farnese, Duchi di Parma, poi alla corte spagnola di Filippo V ed infine presso corte di Carlo, re di Napoli.

## Dal Regno di Sardegna, al Regno d’Italia

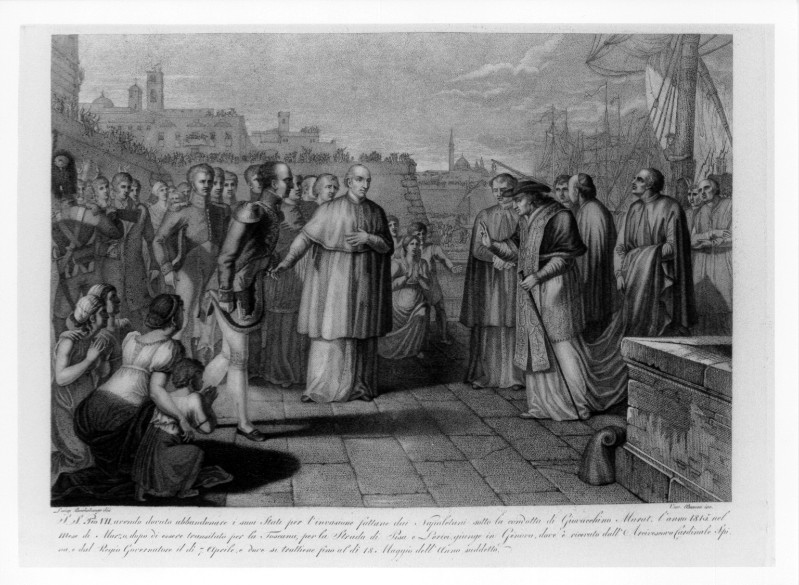
Benucci V. (1815-1820 circa), L'arrivo di Papa Pio VII a Genova.

L’assetto sociale della Repubblica di Genova, definitivamente stabilito dalle Leges Novae del 1576, emanate a seguito della guerra civile tra nobili “vecchi” e “nuovi” del 1575 – ultimo rigurgito delle plurisecolari divisioni tra fazioni, che in città e ancor più nelle Riviere e nell’entroterra erano a lungo sopravvissute alla riforma del 1528 –, si protrasse sino al 1797, quando l'ancien regime cadde anche a Genova sotto i moti rivoluzionari provenienti dalla Francia repubblicana. Il periodo che seguì la breve fase rivoluzionaria e vide avvicendarsi su Genova e la Liguria in un breve lasso temporale diversi governi, Repubblica Ligure (1797-1804), Impero francese (1805-1814), ricostituita Repubblica Genovese (1814) e annessione al Regno di Sardegna (1815), offrì alle famiglie come i Delle Piane grandi opportunità di ulteriore affermazione.
Numerosi sono i personaggi di spicco in questo travagliato periodo storico, come numerosi sono i palazzi e le ville in mano ai Delle Piane in quest'epoca. Antonio che ricevette Vittorio Emanuele I, re di Sardegna (1814) e successivamente Papa Pio VII (1815), entrambi diretti a Genova, possedeva il complesso monumentale, badia, monastero e terreni annessi di San Nicolò del Boschetto in Rivarolo e il confinante Palazzo Cattaneo Delle Piane, costruito dai Doria nel XVI secolo, con i molti terreni annessi, nonché il Palazzo Veneroso in Genova.
Il ramo più illustre dei Delle Piane, da secoli residente a San Cipriano, al momento della caduta dell’antico governo si era già stabilito a Novi, da secoli la “capitale” dell’Oltregiogo genovese, sede del Governatorato e fulcro economico e sociale di grande vitalità.
Quando la Liguria fu annessa al Regno di Sardegna, i membri della famiglia erano pronti a cogliere tutte le opportunità che avere alle spalle uno stato moderno e in espansione offriva alle antiche famiglie del patriziato, continuarono quindi a vivere in parte a Novi, dove la famiglia possedette alcuni dei più prestigiosi palazzi tra quelli che ancora attualmente caratterizzano il centro storico novese (nonché Palazzo Delle PIane e Villa Delle Piane, già Brignole-Sale) e mantennero un impegno costante nell’industria tessile; e in parte a Genova, dove le attività imprenditoriali e finanziarie favorite dalla Corona sabauda li videro partecipi di una rinascita economica che fu anche co-protagonista dell’Unità d’Italia.

## Dieci secoli tra nobiltà civica, patriziato e notabilato terriero
Per secoli i Delle Piane sono appartenuti ai ceti della nobiltà civica medievale, al notabilato terriero tipico del vassallaggio ecclesiastico e successivamente al patriziato sovrano di Genova.
Estinta la linea Patrizia. I Delle Piane, in quanto membri del patriziato genovese avevano diritto al trattamento di Magnifico, l'unico titolo tra l'altro permesso dalla legge all'interno della Repubblica genovese. Sebbene al di fuori del Dominio o presso le corti straniere i patrizi genovesi venissero equiparati al rango di marchese, questi continuarono a prediligere con grande fierezza l'appellativo di Magnifico Patrizio Genovese.
Per onorare personalità di particolare spicco la Repubblica elargì ad alcuni membri della famiglia il cosiddetto privilegio onorifico tecto capite, un trattamento analogo a quello riservato ai patrizi genovesi ascritti al Libro della Nobiltà, compreso il titolo di magnifico, senza il diritto-dovere di rivestire cariche pubbliche e l’ereditarietà di tali diritti: una nobiltà ad personam piuttosto rara.
L'incoronazione di Gian Francesco I Brignole a Doge di Genova e primo Re di Corsica fu la trasformazione del rango di tutti i patrizi genovesi: essendo questi potenziali successori di un sovrano assoluto, ogni patrizio genovese assunse il medesimo rango di un principe ereditario o di Principe del Sangue presso le corti Europee.
La transizione della Repubblica aristocratica a Repubblica Ligure a seguito delle Campagne Napoleoniche segnò la fine del patriziato sovrano (1797). Con l'annessione al Governo Sabaudo, fu soppresso l'uso del titolo di Magnifico pur tollerando l'uso di un titolo di cortesia di Marchese, se non altro per consuetudine. Dopo un acceso dibattito che durò dal 1888 al 1890, la Consulta Araldica del Regno decretò che il riconoscimento del titolo marchionale non era più concesso ex officio a tutti i patrizi, ma doveva esser concesso dal Re ad personam. Non essendosi mai preoccupati di questo iter burocratico, la famiglia è oggi iscritta al Libro d'Oro della Nobiltà Italiana con il titolo di Nobile applicabile a tutti i membri (m/f) del casato.

### Araldica

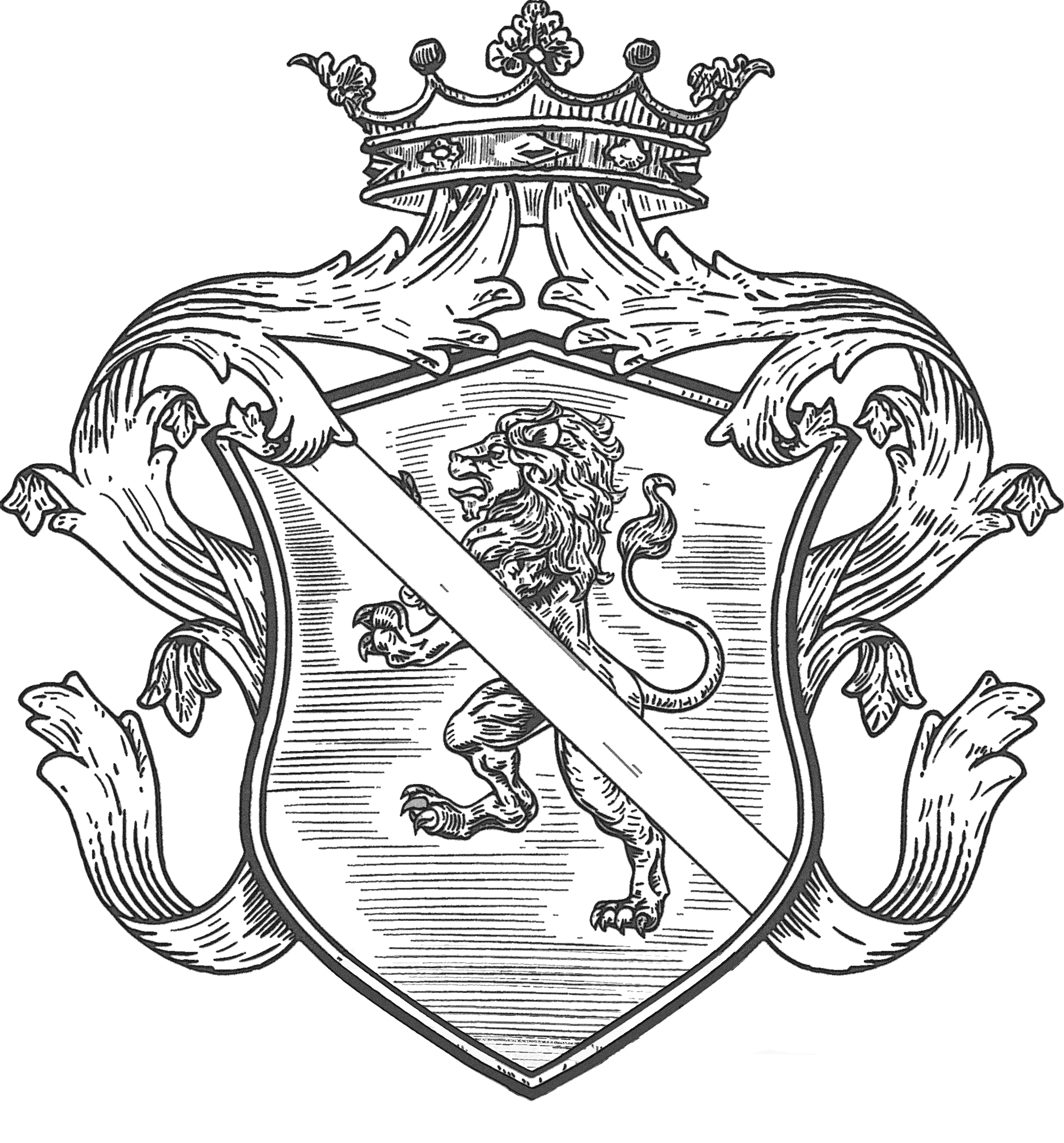
Linea di Polcevera
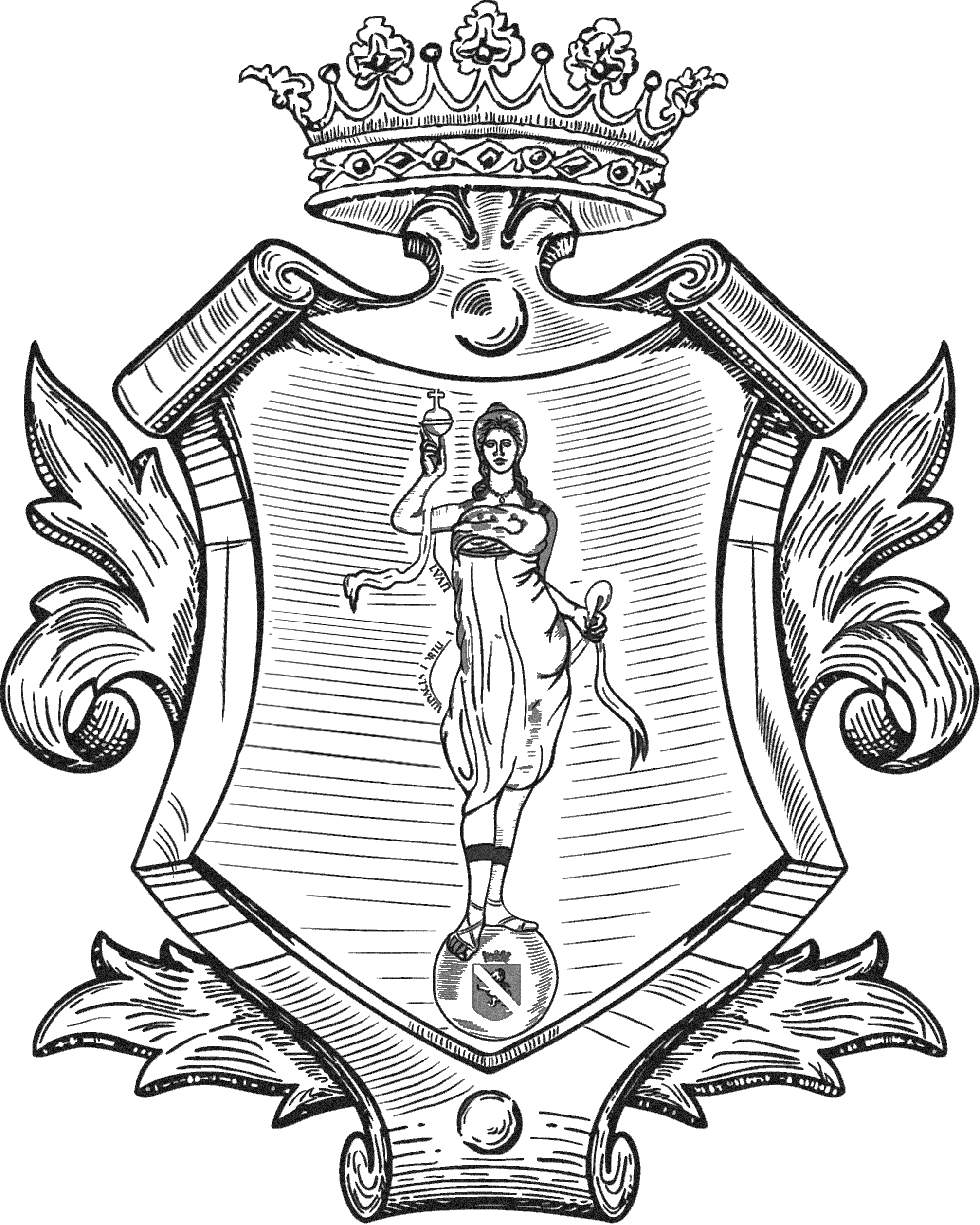
Linea Patrizia
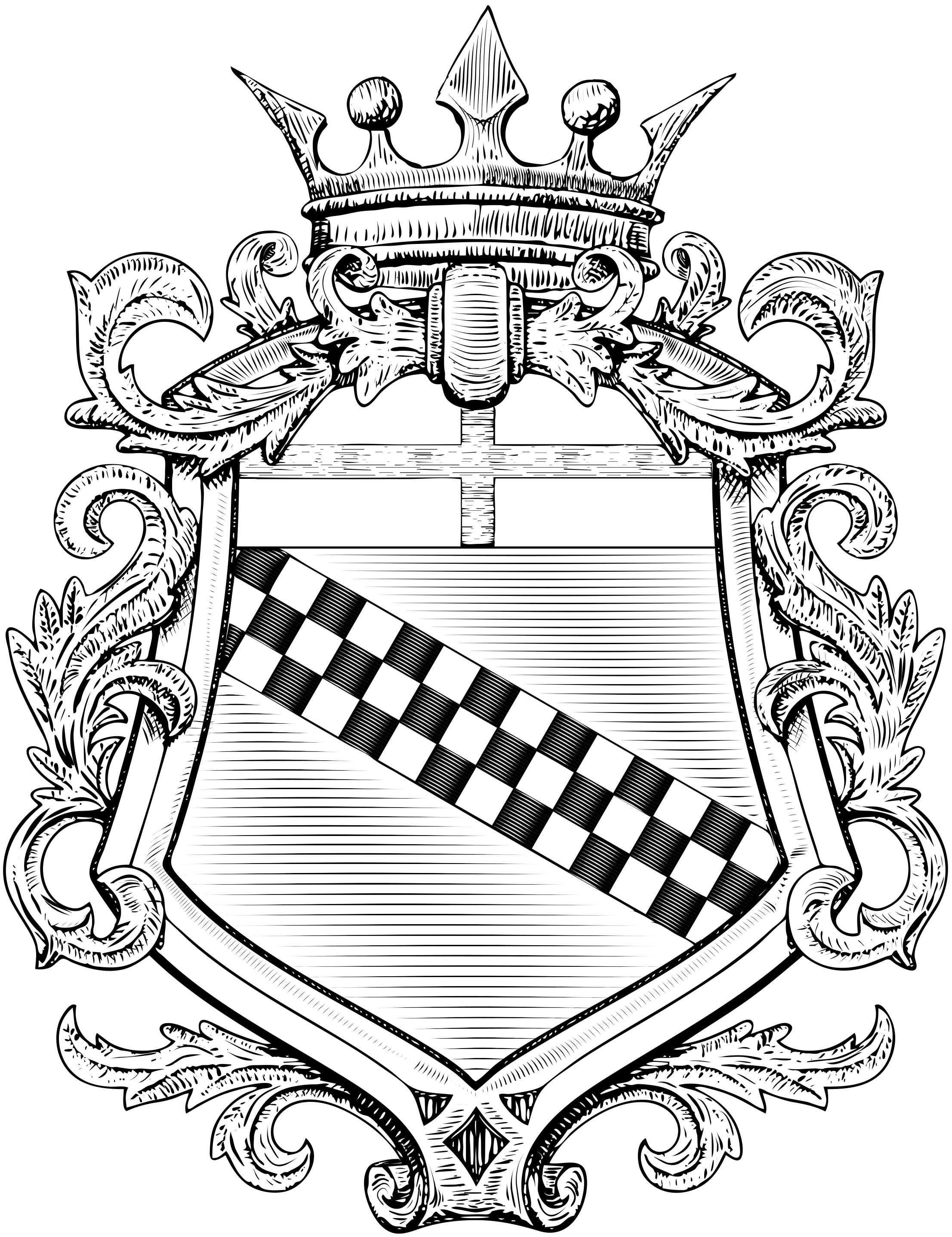
Cybo - Delle Piane

## Edifici storici
- Castello di Corvara, XI secolo (La Spezia)[22][54][55]
- Castello di Pornassio e della Valle Arroscia, XIII secolo (Imperia)[56]
- Palazzo Delle Piane, XVII secolo (Piazza Delle Piane, Novi Ligure)[57]
- Palazzotto Delle Piane, XVIII secolo (Genova)
- Palazzo Balbi Delle Piane, XVI secolo (Val Polcevera, Genova)
- Villa Cattaneo Delle Piane dell'Olmo, XVII secolo (Val Polcevera, Genova)
- Villa Delle Piane al Boschetto, XVII secolo (Val Polcevera, Genova)[58]
- Villa Delle Piane, già Brignole-Sale, XVIII secolo (Novi Ligure)
- Palazzo Delle Piane, XX secolo (Savona)[59]

## Alcuni Delle Piane noti

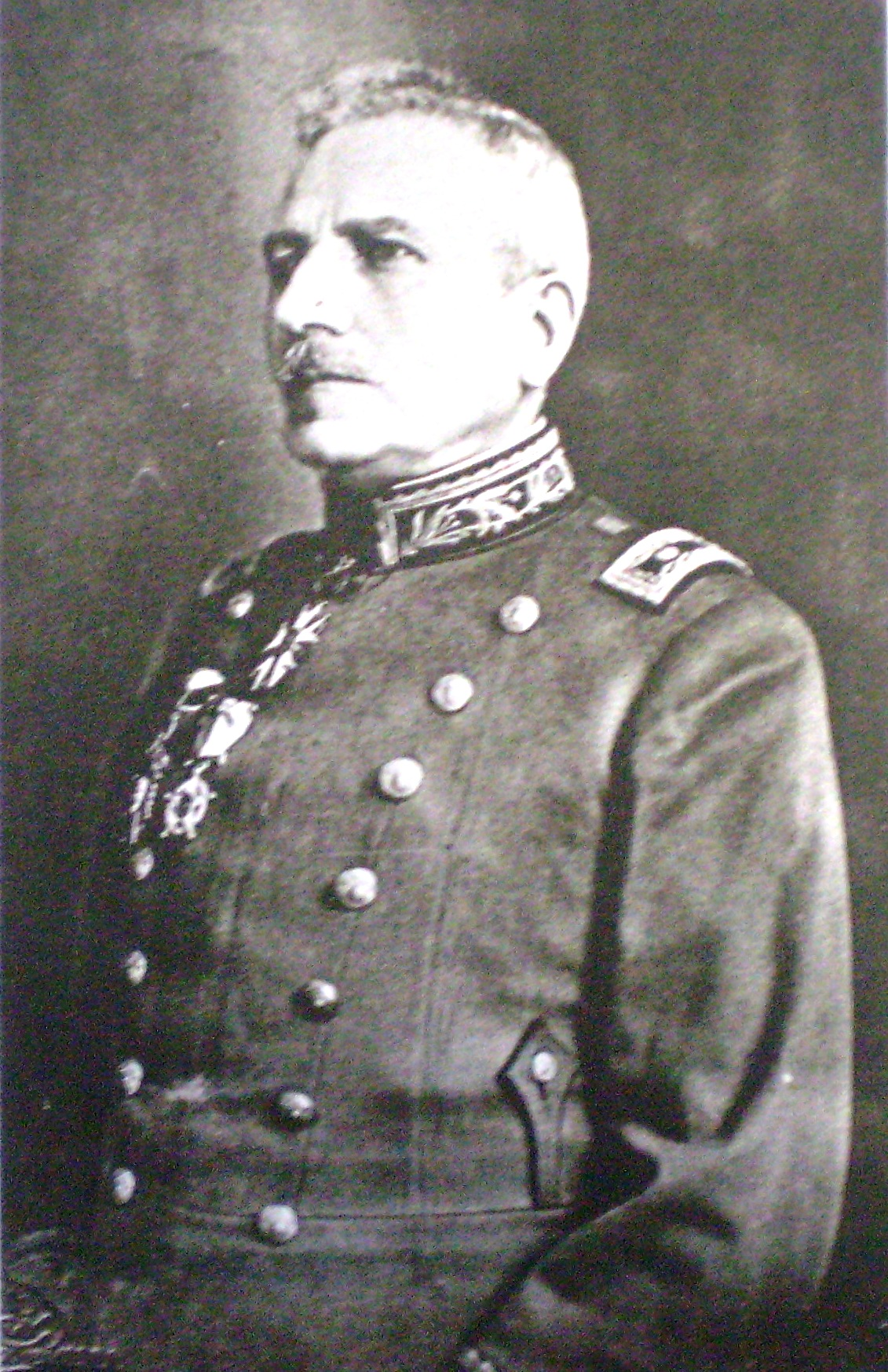
Generale Luigi Giuseppe delle Piane

- Fulco (sec. XII), Console del Comune di Genova (1197, 1217)[11]
- Lanfranco (sec. XII), Console del Comune di Genova (1198)[60]
- Baldovino (sec. XIII), Console del Comune di Genova (1203)[61]
- Obertaccio (sec. XIV), Anziano del Comune di Genova (1374-1394). Comandante delle armate del doge Nicolo Guarco nel 1380[18][19][20]
- Giovanni (sec. XIII) Anziano del Comune di Genova (1362), partecipò nel assieme ai Grimaldi al fatto d'armi contro le galee di Luciano Imperiale[22][62][63]
- Nicolò (sec. XIV), castellano di Pornassio nel 1343 assieme al figlio Antonio, contestabile di una bandiera di Balestrieri Genovesi[22]
- Giacobo (sec. XIV), Anziano del Comune di Genova (1382)[64]
- Antonio (sec. XV), Anziano del Comune di Genova (1401), Abate del Popolo di Sestri, Pegli, Arenzano e di Voltri (1404)[30][31][32]
- Gio. Maria (1756-1836), ufficiale del Duca Ferdinando I di Parma, combatté e costrinse alla resa i soldati di Luigi XIX di Francia[17]
- Giovanni Battista (1889-1961), Arcivescovo e Nunzio Apostolico d'Austria[65]
- Luigi Giuseppe (1865-1941), Ministro della Guerra e Generale[66]
- Mariano (1844-1916), industriale e filantropo, figlio di Francesco (1881-1953), deputato al Parlamento del Regno d'Italia nel 1913
- Giovanni (1937-), industriale e armatore[67]
- Gian Marino (1939-), avvocato, storico, Cav. di Gran Croce di Giustizia, Delegato per Liguria e Piemonte dell'Ordine Costantiniano.

## Linea Antica di Polcevera
|                                 |                                 |                             |                             |                             |                             |               |            |              |              |               |               |       |       |
|                                 |                                 |                             |                             |                             |                             | Obertaccio    |            |              |              |               |               |       |       |
|                                 |                                 |                             |                             |                             |                             |               |            |              |              |               |               |       |       |
|                                 |                                 |                             |                             |                             |                             |               |            |              |              |               |               |       |       |
|                                 |                                 |                             | Oberto                      | Oberto                      | Giannino                    | Giannino      | Giacobo    | Giacobo      | Nicolo       | Nicolo        |               |       |       |
|                                 |                                 |                             |                             |                             |                             |               |            |              |              |               |               |       |       |
|                                 |                                 |                             |                             |                             |                             |               |            |              |              |               |               |       |       |
|                                 |                                 |                             |                             |                             | Francesco                   | Francesco     | Ugolino    | Ugolino      | Antonio      | Antonio       |               |       |       |
|                                 |                                 |                             |                             |                             |                             |               |            |              |              |               |               |       |       |
|                                 |                                 |                             |                             |                             |                             |               |            |              |              |               |               |       |       |
|                                 |                                 |                             |                             |                             |                             | Benedetto     | Benedetto  | Bartolomeo   | Bartolomeo   | Carlotto      | Carlotto      | Adamo | Adamo |
|                                 |                                 |                             |                             |                             |                             |               |            |              |              |               |               |       |       |
|                                 |                                 |                             |                             |                             |                             |               |            |              |              |               |               |       |       |
|                                 |                                 |                             | Gio. Batta                  | Gio. Batta                  | Nicola                      | Nicola        | Carlo      | Carlo        | Giacomo      | Giacomo       |               |       |       |
|                                 |                                 |                             |                             |                             |                             |               |            |              |              |               |               |       |       |
|                                 |                                 |                             |                             |                             |                             |               |            |              |              |               |               |       |       |
| Pantaleone                      | Pantaleone                      | Battista                    | Battista                    | Agostino                    | Agostino                    | Agabito       | Agabito    |              |              |               |               |       |       |
|                                 |                                 |                             |                             |                             |                             |               |            |              |              |               |               |       |       |
|                                 |                                 |                             |                             |                             |                             |               |            |              |              |               |               |       |       |
|                                 |                                 |                             |                             | Carlotto                    | Carlotto                    | Benedetto     | Benedetto  | Niccolo      | Niccolo      |               |               |       |       |
|                                 |                                 |                             |                             |                             |                             |               |            |              |              |               |               |       |       |
|                                 |                                 |                             |                             |                             |                             |               |            |              |              |               |               |       |       |
|                                 |                                 |                             |                             |                             |                             |               |            | Stefano      |              |               |               |       |       |
|                                 |                                 |                             |                             |                             |                             |               |            |              |              |               |               |       |       |
|                                 |                                 |                             |                             |                             |                             |               |            |              |              |               |               |       |       |
|                                 |                                 |                             |                             |                             |                             |               |            | Antonio      |              |               |               |       |       |
|                                 |                                 |                             |                             |                             |                             |               |            |              |              |               |               |       |       |
|                                 |                                 |                             |                             |                             |                             |               |            |              |              |               |               |       |       |
|                                 |                                 |                             |                             |                             |                             | Gio. Batta    | Gio. Batta | Gio. Antonio | Gio. Antonio | Gio. Ambrogio | Gio. Ambrogio |       |       |
|                                 |                                 |                             |                             |                             |                             |               |            |              |              |               |               |       |       |
|                                 |                                 |                             |                             |                             |                             |               |            |              |              |               |               |       |       |
|                                 |                                 |                             |                             | Francesco                   | Francesco                   | Agostino      | Agostino   | Oberto       | Oberto       |               |               |       |       |
|                                 |                                 |                             |                             |                             |                             |               |            |              |              |               |               |       |       |
|                                 |                                 |                             |                             |                             |                             |               |            |              |              |               |               |       |       |
|                                 |                                 |                             | Francesco                   | Francesco                   | Stefano                     | Stefano       | Cipriano   | Cipriano     | Gio. Batta   | Gio. Batta    |               |       |       |
|                                 |                                 |                             |                             |                             |                             |               |            |              |              |               |               |       |       |
|                                 |                                 |                             |                             |                             |                             |               |            |              |              |               |               |       |       |
|                                 |                                 |                             |                             | Gio. Batta                  | Gio. Batta                  | Antonio       | Antonio    |              |              |               |               |       |       |
|                                 |                                 |                             |                             |                             |                             |               |            |              |              |               |               |       |       |
|                                 |                                 |                             |                             |                             |                             |               |            |              |              |               |               |       |       |
|                                 |                                 |                             | Antonio                     | Antonio                     | Agostino                    | Agostino      |            |              |              |               |               |       |       |
|                                 |                                 |                             |                             |                             |                             |               |            |              |              |               |               |       |       |
|                                 |                                 |                             |                             |                             |                             |               |            |              |              |               |               |       |       |
|                                 |                                 | Giuseppe Maria              | Giuseppe Maria              | Agostino                    | Agostino                    |               |            |              |              |               |               |       |       |
|                                 |                                 |                             |                             |                             |                             |               |            |              |              |               |               |       |       |
|                                 |                                 |                             |                             |                             |                             |               |            |              |              |               |               |       |       |
|                                 |                                 |                             | Francesco                   | Francesco                   | Luigi Antonio               | Luigi Antonio |            |              |              |               |               |       |       |
|                                 |                                 |                             |                             |                             |                             |               |            |              |              |               |               |       |       |
|                                 |                                 |                             |                             |                             |                             |               |            |              |              |               |               |       |       |
|                                 |                                 | Mariano                     | Mariano                     | Agostino                    | Agostino                    |               |            |              |              |               |               |       |       |
|                                 |                                 |                             |                             |                             |                             |               |            |              |              |               |               |       |       |
|                                 |                                 |                             |                             |                             |                             |               |            |              |              |               |               |       |       |
| Francesco · Linea Primogenita · | Francesco · Linea Primogenita · | Gio. Batta · Ramo di Novi · | Gio. Batta · Ramo di Novi · | Giuseppe · Ramo di Genova · | Giuseppe · Ramo di Genova · |               |            |              |              |               |               |       |       |
|                                 |                                 |                             |                             |                             |                             |               |            |              |              |               |               |       |       |
|                                 |                                 |                             |                             |                             |                             |               |            |              |              |               |               |       |       |
| Gustavo                         | Gustavo                         | Mariano                     | Mariano                     |                             |                             |               |            |              |              |               |               |       |       |
|                                 |                                 |                             |                             |                             |                             |               |            |              |              |               |               |       |       |
|                                 |                                 |                             |                             |                             |                             |               |            |              |              |               |               |       |       |
| Giuseppe                        | Giuseppe                        | Francesco                   | Francesco                   |                             |                             |               |            |              |              |               |               |       |       |
|                                 |                                 |                             |                             |                             |                             |               |            |              |              |               |               |       |       |
|                                 |                                 |                             |                             |                             |                             |               |            |              |              |               |               |       |       |
|                                 |                                 | Mariano                     |                             |                             |                             |               |            |              |              |               |               |       |       |
|                                 |                                 |                             |                             |                             |                             |               |            |              |              |               |               |       |       |
|                                 |                                 |                             |                             |                             |                             |               |            |              |              |               |               |       |       |
|                                 |                                 | Marco                       |                             |                             |                             |               |            |              |              |               |               |       |       |
|                                 |                                 |                             |                             |                             |                             |               |            |              |              |               |               |       |       |
|                                 |                                 |                             |                             |                             |                             |               |            |              |              |               |               |       |       |
|                                 |                                 | Edoardo                     |                             |                             |                             |               |            |              |              |               |               |       |       |